# Агуя
Агуя (Geranoaetus melanoleucus) е хищна птица от семейство Ястребови, разред Щъркелоподобни, единствен представител на род Geranoaetus. Видът е разпространен в Южна Америка, където се среща в открити пространства.

## Описание
Птицата е едра и на външен вид наподобява мишелов. Дължината на тялото ѝ е около 60 – 80 cm, а размахът на крилете е 149 – 200 cm. По-дребният подвид G. m. australis тежи около 1,7 – 3,2 kg. Женските са доста по-едри от мъжките птици.

## Подвидове
Агуята има два подвида както следва:
- Източна агуя – Geranoaetus melanoleucus melanoleucos (Vieillot, 1819). Разпространена е от източната част на Бразилия през Парагвай и Уругвай до североизточна Аржентина.
- Западна агуя – Geranoaetus melanoleucus australis (Swann, 1922). Разпространен е по дължината на Андите от северозападна Венецуела, през Колумбия, Еквадор, Перу, Боливия, Чили и Западна Аржентина до остров Огнена земя.

## Хранене
Хищните птици се хранят с различни видове гризачи и птици (най-често различни видове тинаму), малки на други хищни животни, както и интродуцираните от Европа диви зайци. Смята се дори, че дивите зайци заемат първостепенна роля в менюто на птиците, с което се регулира популацията на нашествениците.

## Размножаване
Птиците изграждат големи груби гнезда от клонки върху скали или дървета. Често, ако няма подходящи дървета, гнездата могат да бъдат изградени и върху храсти или направо на земята. Наблюдава се тенденция към изграждане на нови гнезда при всяко следващо мътене. Обикновено снасят по 1 до 3 яйца. В Еквадор например могат да мътят целогодишно, но в други страни гнезденето има сезонен характер.